# Isdækket sø
En isdækket sø eller en subglacial sø er en sø under indlandsisen eller under en gletsjer. De udgør en del af et vandlag som indlandsisen og gletsjerne flyder på, på vej mod kanten.
De isdækkede søer udgør et af de mest ekstreme miljøer på Jorden med lave temperaturer, intet lys, lavt næringsindhold, højt tryk og ingen adgang til atmosfæren, men de er også meget forskellige med f.eks. mineraler, saltindhold og iltindhold. Store kræfter er sat ind for at undersøge enkelte issøers mulige mikrobielle liv, og vil fortsat blive brugt store kræfter herpå, da sådanne undersøgelse er forstudier for at søge efter liv uden for Jorden. Det største problem ved at undersøge de subglaciale søer for deres mikrobiomer er at undgå forurening.
Den største isdækkede sø er Vostoksøen med en udbredelse på 250 km × 50 km under isen på Antarktis.

## Grønland
Mere end 50 subglaciale søer er fundet på Grønland. De to først fundne subglaciale søer ligger i det nordvestligste hjørne af Grønland. De er fra 5 til 10 kvadratkilometer og ligger under 500-800 meter is. 
Et stort grundvandsmagasin (70.000 km2 i en dybde af 5-50m under isoverfladen) er fundet i det sydlige Grøndland. Dette grundvandsmagasin er ikke nogen sø, men smeltevand opsamlet i den såkaldte “firn”, dvs. sne, der er et eller flere år gammel.
Spor af en stor subglacial sø er fundet i det nordvestlige Grønland.

## Island
Grimsvötn er en isdækket sø på 3 km × 5 km og en vulkan. Søen ligger under er iskappe 1.450 meter over havet og under den er vulkanens magmakammer. På grund af den vulkanske aktivitet smelter isen nedefra og vandspejlet kan stige op til 15 m pr år. En gang imellem tømmes store mængder vand ud af søen ved et jøkelløb.
I 2004 fandt forskere bakterier i Grímsvötn. Det var første gang, der blev fundet bakterier i en subglacial sø.

## Canada
To subglaciale søer er fundet under indlandsisen i Canada, hver med et højt saltindhold (tre til fem gange mere salt end i havvand).
Søernes alder er måske 120.000 år, og de er derfor interessante at undersøge for mulig flora og fauna som et isoleret og ekstremt miljø, jf. ekstremofile organismer.

## Antarktis
Der er fundet op mod 400 subglaciale søer i Antarktis.
Vostoksøen (en. Lake Vostok) den største isdækkede sø på Jorden og blev opdaget først. Den dækker et areal på omkring 12.500 kvadratkilometer og har formentlig været isoleret fra omverdenen i mindst 20 millioner år, måske meget mere, men ikke dækket af is hele tiden. I midten af søen findes en forhøjning, der indebærer at søen indeholder to forskellige miljøer.
Intet andet sømiljø indeholder så meget ilt, og det anses for givet at der findes liv i søen i form af ekstremofile mikrober der opretholder livet ved kemosyntese.
Mercer-søen (en. Lake Mercer) er en antarktisk subglacial sø med spor af fauna og flora. 
Whillans-søen (en. Lake Whillans) under 800 meters is er  blevet undersøgt med et varmtvandsbor og der er fundet i tusindvis af mikrober: levende bakterier og arkæer.
Ellsworth-søen (en. Lake Ellsworth) er en subglacial sø under 3,4 km is, der var det første forsøg på at bore igennem med et varmtvandsbor, men det lykkedes ikke at få taget en prøve af søens vand.
Untersee-søen (en. Lake Untersee) er meget speciel. Den er altid dækket af nogle meter is. Den dækker cirka 11 kvadratkilometer og er nogle steder basisk og ætsende som lud. Den indeholder store mængder metan og er mættet med ilt, og man har fundet flere meget specielle ekstremofile fotosyntetiske bakterier i søbunden og stromatolitter.

## Mars
En 20 km-bred isdækket saltholdig sø er blevet opdaget på sydpolen af Mars. Yderligere et netværk af saltholdige subglaciale søer er blevet fundet.

## Jupiters måne Europa
Jupiters måne Europa, der er en anelse mindre end Jordens Måne, har et bredt lag af et flydende hav med en dybde på 60 til 150 km under et 15 til 25 km islag - en enorm isdækket sø, der opvarmes af tidevandskræfter og betragtes som det mest sandsynlige sted at finde udenjordisk liv.

## Saturns måne Enceladus
Saturns måne Enceladus, der er en mindre måne med 500 km i diameter, indeholder ligesom Jupiters måne Europa et lag af et flydende hav under et isdække på 1 til 25 km. Vandet opvarmes også af tidevandskræfter og sprøjtes ud i rummet, hvor det danner en af ringene omkring Saturn.